# UNDERWATER LOVE -おんなの河童-
『UNDERWATER LOVE -おんなの河童-』は、2011年の日本映画。日独合作のピンクミュージカル映画。監督はいまおかしんじ、撮影はクリストファー・ドイル。

## 受賞
- オースティン・ファンタスティック映画祭 - 最優秀女優賞（正木佐和）

## キャスト
- 川口明日香：正木佐和
- 青木哲也（河童）：梅澤嘉朗
- 島麗子：成田愛
- 滝はじめ：吉岡睦雄
- 死神：守屋文雄

## スタッフ
- 監督：いまおかしんじ
- 脚本：いまおかしんじ、守屋文雄
- 企画：朝倉大介、ステファン・ホール、樋上幸久
- プロデューサー：高津戸顕、森田一人
- 撮影監督：クリストファー・ドイル
- 編集：日見田健
- アソシエイト・プロデューサー：相原裕美、坂口一直
- 特殊造形：西村映造
- 振り付け：鹿野裕子

## DVD
2012年5月26日より販売。